# East Whitburn
East Whitburn är en by i West Lothian i Skottland. Byn är belägen 31,8 km 
från Edinburgh. Orten har 1 230 invånare (2016).